# Åkers styckebruk
Åkers styckebruk ist ein Ort (tätort) in der schwedischen Provinz Södermanlands län und der historischen Provinz Södermanland. Er liegt etwa eine Autostunde südwestlich von Stockholm in der Gemeinde Strängnäs.

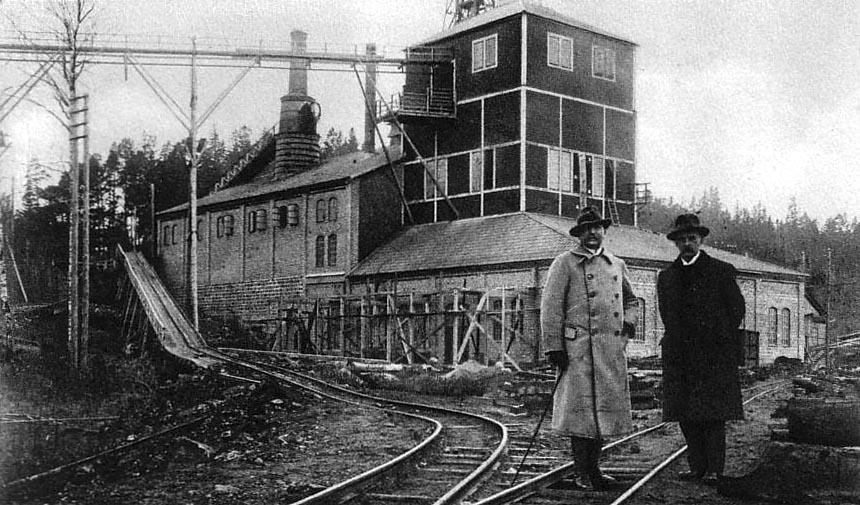
Der Hochofen der Gießerei in den 1920er-Jahren

## Geschichte
Åkers styckebruk ist aus der 1580 gegründeten Kanonengießerei entstanden und noch heute eng mit dem Unternehmen verbunden. 1588 wurden die ersten Kanonen produziert. Besitzer der Gießerei war Herzog Karl, der spätere König Karl IX.
Heute werden durch die Åkers Group Walzen vor allem für die Automobilzulieferindustrie hergestellt. Das Unternehmen ist der größte Arbeitgeber der Gemeinde Strängnäs.